# NuSTAR

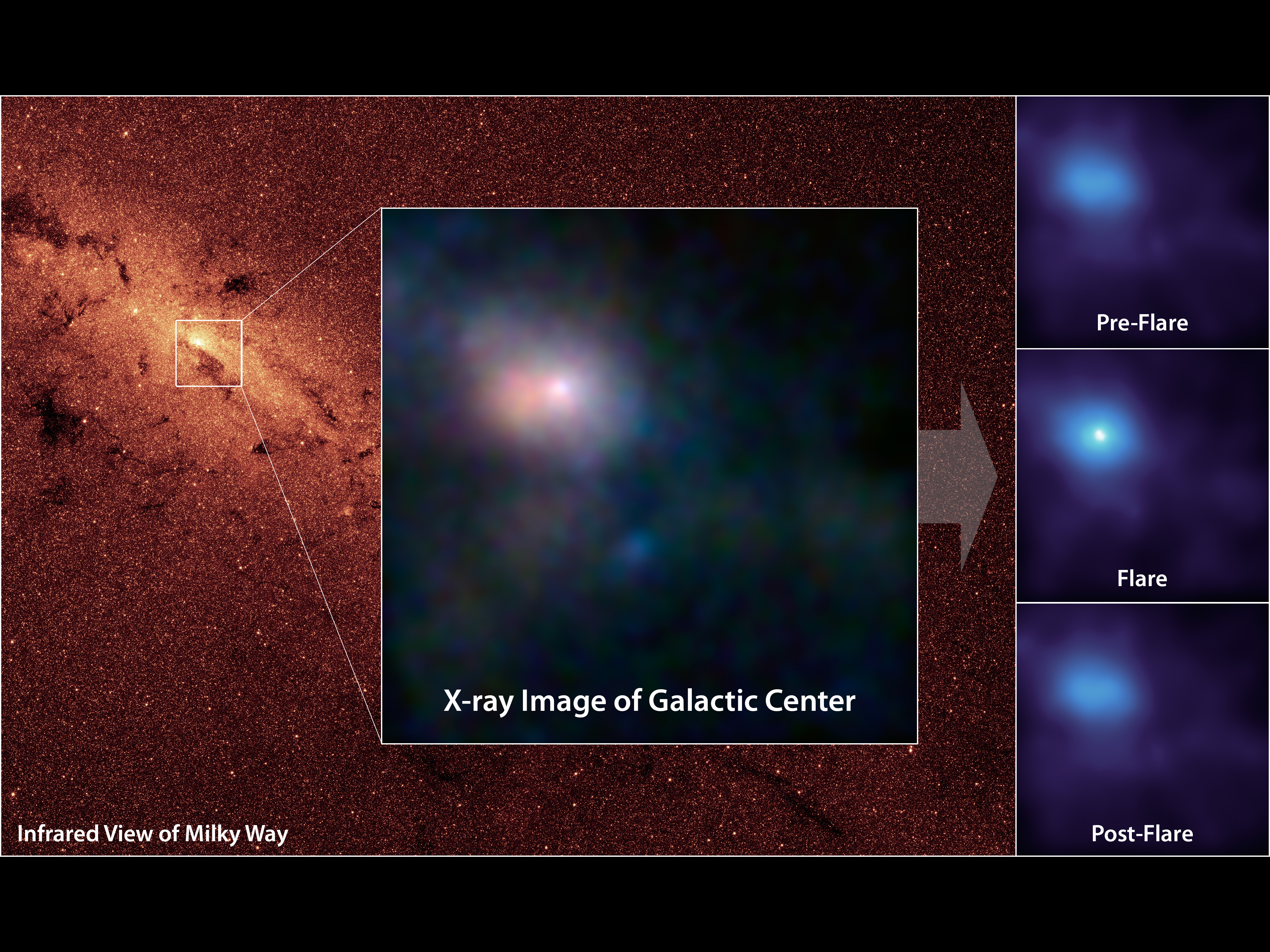
NuSTARは、銀河系の中心にある超大質量ブラックホールを高エネルギーX線で初めて撮影した。

NuSTAR(Nuclear Spectroscopic Telescope Array)は、高エネルギーX線を観測するためのX線宇宙望遠鏡である。焦点を合わせるために、ヴォルター望遠鏡の機構を採用している。5から80keVのエネルギー範囲で運用される。アメリカ航空宇宙局(NASA)のSMEX計画の11機目(SMEX-11)の衛星であり、チャンドラやXMM-Newtonを超えるエネルギーのX線を観測する初めての宇宙望遠鏡である。2012年3月21日には、打上げ機のソフトウェアの不具合が原因で打上げが延期されたが、同年6月13日に打上げに成功した。
最大の目的は、太陽より10億倍も重いブラックホールを詳細に観測し、また超新星残骸の画像を撮影することにより、活動銀河核で粒子が光速近くまで加速される機構や重い恒星の爆発により重元素が生成される機構を解明することである。

## 歴史
NuSTARの前身であるHigh Energy Focusing Telescope (HEFT)は、同じような望遠鏡や検出器を気球で運ぶ計画であった。2003年2月、NASAはExplorer Program Announcement of Opportunityを公表した。5月に応募されたNuSTARは、10番目と11番目のSMEXに対して提案された36候補の中の1つであった。11月、NASAはNuSTARと他の4つの提案を実現可能性試験の対象として選定した。
2005年1月、NASAはNuSTARをさらに1年間の実現可能性試験の後、飛行試験の対象に選定した。この計画は、2007年のNASA予算の減額のために2006年2月に中止された。2007年9月21日、2011年8月の打上げに向けて計画が再始動することが発表されたが、後にこの期限は2012年6月に延期された。
開発の責任者は、カリフォルニア工科大学のフィオナ・ハンソンで、ジェット推進研究所、カリフォルニア大学バークレー校、デンマーク工科大学、コロンビア大学、ゴダード宇宙飛行センター、スタンフォード大学、カリフォルニア大学サンタクルーズ校、ソノマ州立大学、ローレンス・リバモア国立研究所、イタリア宇宙機関が共同で開発に当たった。メーカーは、オービタル・サイエンシズとアライアント・テックシステムズであった。

## 打上げ
NASAは、オービタル・サイエンシズと、ペガサスXLによって2012年3月21日にNuSTAR(350kg)を打ち上げる契約を結んだ。この前には、2011年8月15日、2012年2月3日、2012年3月14日、2012年3月16日が打上げの候補日とされていた。2012年3月15日の打上げについての打合せの後、打上げ機のコンピュータの飛行ソフトウェアの再点検のため、打上げの延期が決まった。2012年6月13日16時00分37秒(UTC)、クェゼリン環礁の南方117海里の地点からの打上げは成功した。ペガサスは、スターゲイザーによって運ばれた。
2012年6月22日、10mのマストの展開に成功していることが確認された。

## 光学機器
NuSTARは、133個ずつの同心殻で構成された2つの斜入射焦点光学機器を搭載する。NuSTARの光学機器には、Pt/SiCとW/Siの多層コーティングが施され、これにより反射性は79 keVまで上がった。
光学機器は、ゴダード宇宙センターで製造された。ゴダード宇宙センターでは、210μmの曲がりやすいガラスのシートをオーブンで熱し、正確に磨いた円筒形の水晶製の心棒に適切な半径で固定し、デンマーク工科大学のグループがコーティングを行った。
その後、コロンビア大学のネヴィス研究所で、グラファイトのスペーサーを用いてエポキシ樹脂とともにガラスを固定することで殻を円錐形に組み立てた。合計で4680枚の鏡が用いられ、1枚ごとに5つのスペーサーが用いられた。エポキシ樹脂の硬化に24時間を要するので、1つの殻の組立てに1日を要し、1つの光学機器の組立てに4ヵ月を要した。
鏡の期待される点広がり関数は43秒であり、焦点面上に2mmのサイズとなる。これは、チャンドラによって達成されたより長い波長の解像度よりも2桁低いが、硬X線としては例のないほどの良い解像度であった。
光学機器の焦点距離は10.15mであったため、長いマストの先端に取り付けられた。光学機器と焦点面を常に正確な相対位置に保つためにレーザー測距装置が用いられる。これによって、露光の最中に光学機器と焦点面の位置関係がずれたとしても、検出された1つ1つの光子を空の正確な位置に
マッピングすることができるようになった。

## 成果
- 2013年2月、NASAは、NuSTARとXMM-NewtonがNGC 1365と呼ばれる超大質量ブラックホールの自転速度の測定に成功したと発表した[19]。
- 2014年2月、理化学研究所とNASAは、NuSTARの高エネルギーX線集光望遠鏡を使って超新星カシオペヤ座Aが非対称に爆発したことを確認した。超新星爆発が従来説の「球対称」や「軸対称」爆発ではなく、非対称な爆発だったことが分かった[20][21]。